# Ужасно медленный убийца с крайне неэффективным оружием
«Ужасно медленный убийца с крайне неэффективным оружием» (англ. The Horribly Slow Murderer with the Extremely Inefficient Weapon) — короткометражный комедийный фильм 2008 года режиссёра Ричарда Гэйла, который также выступил сценаристом, продюсером и оператором. 

## Создание
Фильм был снят в Калифорнии за 22 дня.
Бюджет составил 600 долларов, фильм снимался на цифровую камеру Panasonic HVX200, специальные эффекты были сделаны в Adobe After Effects, а монтаж — в Final Cut Pro.

## Сюжет
Фильм преподносится зрителю как трейлер к 9-часовому фильму. Он начинается с закадрового голоса, говорящего, что «некоторые убийства длятся секунды, некоторые убийства длятся минуты, некоторые убийства длятся часы; это убийство… длится годы!» В фильме рассказывается история судебного патологоанатома Джека Кучайо («cucchiaio» означает ложка по-итальянски), которого играет Пол Клеменс. Его преследует сумасшедший с виду человек (Брайан Роэн), который беспричинно бьет его ложкой. Никто не верит рассказам Джека об этом, поскольку таинственный злоумышленник появляется только тогда, когда Джек остаётся один. Видно, как у него развивается боязнь ложек, когда он помешивает кофе вилкой. Джек пытается защититься кухонным ножом и наносит убийце удар в горло. Но, к удивлению Джека, его враг оказывается бессмертным, вытаскивает нож из горла, отбрасывает его в сторону и продолжает бить Джека ложкой. Однако Джек успевает заметить странный иероглиф, вытатуированный на руке нападавшего. Джек отправляется в азиатскую страну, где узнает, что напавший на него известен как Гиносаджи («серебряная ложка» на японском языке) — бессмертное и неудержимое существо. Он ищет жертву, чтобы терроризировать и медленно убивать, многократно ударяя её ложкой. Гиносаджи будет следовать за Джеком до конца Земли и не перестанет атаковать его до тех пор, пока тот не умрет. После этого Джек путешествует по миру, пытаясь сбежать от Гиносаджи или сразиться с ним. Он использует различное оружие, включая динамит, пистолеты и гранатометы. Однако поскольку Гиносаджи бессмертен, он всегда выживает и снова находит Джека. Последняя сцена показывает ослабленного, раненого Джека, ползущего по пустыне, а Гиносаджи всё ещё бьёт его ложкой. Внезапно ложка ломается; взгляд Джека загорается надеждой, но ненадолго — Гиносаджи расстёгивает свою куртку и под ней спрятаны ещё десятки запасных ложек. Конец фильма. Название и титры показаны в типичном стиле трейлера.

## Сиквелы
На Youtube было выпущено четыре продолжения: Spoon vs. Spoon, Save Jack, Spoon Wars и Ginosaji vs. Ginosaji.

## Полнометражный фильм
Ричард Гейл подтвердил, что он будет писать сценарий и снимать художественный фильм, основанный на оригинальном короткометражном фильме. 10 сентября 2015 года Ричард Гейл запустил 55-дневную краудфандинговую кампанию на Kickstarter, чтобы профинансировать съёмки. Кампания была отменена до завершения, так как было собрано более 100 000 долларов в виде взносов. Гейл запустил вторую кампанию с более скромной целью в 50 000 долларов, заявив, что он получит частичное финансирование от частных инвесторов, но ему нужны дополнительные средства из краудсорсинга для производства фильма.

## Критика
Фильм получил специальный приз жюри на Fantastic Fest, награду за лучший короткометражный фильм на Международном кинофестивале Fantasia, а также награду Citizen's Choice Award и главный приз за короткометражный фильм на Международном фестивале фантастических фильмов в Пучоне. Фильм был признан лучшим короткометражный фильм 2009 года по версии Rue Morgue.